# Trimma sostra
Trimma sostra és una espècie de peix de la família dels gòbids i de l'ordre dels perciformes.

## Morfologia
- Els mascles poden assolir 2,4 cm de longitud total.[3]

## Hàbitat
És un peix marí de clima tropical que viu fins als 40 m de fondària.

## Distribució geogràfica
Es troba a les Illes Carolines, Kiribati, les Illes Marshall i Salomó.